# SV Hamborn 1890
Der SV Hamborn 1890 (offiziell: Sportvereinigung Hamborn 1890 e.V.) ist ein Sportverein aus dem Duisburger Stadtteil Hamborn. Die erste Fußballmannschaft spielte fünf Jahre in der höchsten niederrheinischen Amateurliga. 

## Geschichte
Die Sportvereinigung geht auf dem im Jahre 1890 gegründeten Turnverein Gut Heil Hamborn zurück. Die fußball- und handballerischen Wurzeln finden sich beim Verein Borussia Hamborn, der im Jahre 1913 gegründet wurde. Wenige Jahre später spaltete sich der Verein Vorwärts Hamborn von der Borussia ab, der um 1933 mit dem TV Gut Heil 1890 zum TuS Vorwärts 1890 Hamborn fusionierte. 1936 schlossen sich der TuS Vorwärts 1890 und die Borussia schließlich zur Sportvereinigung Hamborn 1890 zusammen.
Den Fußballern gelang im Jahre 1948 der Aufstieg in die Bezirksklasse. Dort wurde die Mannschaft 1951 Vizemeister hinter dem VfR 08 Oberhausen. Drei Jahre später schafften die Hamborner nach einem Entscheidungsspielsieg gegen Viktoria Wehofen den Aufstieg in die Landesliga, die seinerzeit höchste Amateurliga am Niederrhein. In der Spielzeit 1955/56 verpasste die Sportvereinigung die Qualifikation für die neu geschaffene Verbandsliga Niederrhein. Der Aufstieg dorthin gelang zwei Jahre später. Als Vorletzter der Saison 1958/59 ging es prompt zurück in die Landesliga.
Nach einer Vizemeisterschaft 1960 hinter dem VfB Lohengrin Kleve schafften die Hamborner 1962 erneut den Aufstieg in die Verbandsliga, wo die Mannschaft in der Aufstiegssaison Sechster wurde. 1964 stieg die Sportvereinigung nach einer Entscheidungsspielniederlage gegen den BV Altenessen 06 in die Landesliga ab und rutschte drei Jahre später in die Bezirksklasse hinab. Der Verein kam aus den unteren Spielklassen nicht mehr hinaus und rutschte bis in die Kreisliga B hinab. Seit dem Aufstieg im Jahre 2013 treten die Hamborner in der Kreisliga A an.

## Persönlichkeiten
- Helmut Balke
- Gerry Neef
- Johann Sabath